# Alan Wake
Alan Wake — компьютерная игра, разработанная финской студией Remedy Entertainment и выпущенная Microsoft Game Studios для Xbox 360 в 2010 году. Разработчики определяли жанр игры как «психологический экшен-триллер». В 2012 году была выпущена версия игры для Windows.
События Alan Wake происходят в американском городке Брайт-Фоллс и окружающих его лесах. Название поселения позаимствовано из телевизионного триллера-приквела (производства США-Финляндия, 2010 год; состоит так же как и игра из 6 эпизодов) со схожим сюжетом. Главный герой игры, писатель Алан Уэйк, пытается найти пропавшую жену и сталкивается со сверхъестественной Тёмной Сущностью, овладевающей городом и его окрестностями по ночам, задумавшей захватить планету. Находя разрозненные страницы собственной рукописи Departure («Освобождение», название обыгрывает вторую книгу Торы, Исход), Уэйк понимает, что его приключения подчиняются сюжету написанного им самим, но позабытого романа. Моделью персонажа Алана Уэйка стал финский актёр, сценарист Илкка Вилли.
5 октября 2021 года состоялся выход Alan Wake Remastered для Windows, Xbox One, Xbox Series X/S, PlayStation 4 и PlayStation 5, а 20 октября 2022 года на Nintendo Switch.

## Игровой процесс

### Геймплей
Remedy описывали игру как вместе взятые «разум психологического триллера» и «тело кинематографического боевика». В интервью разработчики говорили, что игра не принадлежит прямо к жанру ужасов на выживание. Действие игры происходит в вымышленном идиллическом городке Брайт-Фолс, штат Вашингтон. Основной игровой процесс происходит в ночное время в различных областях города, вроде леса, национального парка или фермы; они перемежаются более спокойными, небоевыми эпизодами, происходящими в течение дня.
Игрок управляет одноимённым главным героем Аланом Уэйком. В игре «тьма» захватывает людей, животных и вещи, делая их «Одержимыми». Они представляют собой смертоносные тени, которые вооружаются собственным оружием, от молотков и ножей до лопат и бензопил и нападают на живых. Они различаются по скорости, размеру и количеству выдерживаемого урона, некоторые из них могут телепортироваться на короткие расстояния. Помимо людей, игрок должен сражаться со стаями одержимых воронов и одушевленными объектами. Когда враги приближаются, Алан может выполнить кинематографический манёвр уклонения в режиме замедленной съемки.
Одержимые защищены делающим их неуязвимыми для атак щитом тьмы, их можно ранить только огнестрельным оружием после изгнания тьмы воздействием света. Это делает значительный акцент на фонариках в сочетании с обычным оружием, таким как револьвер или дробовик. Лучи фонарика действуют как крест визирных линз. Портативный фонарик можно сменить на более мощные модели, которые быстрее разрушают тьму, но также больше потребляют уровень заряда батареи. Помимо перезарядки боеприпасов, игрок также должен вставлять новые батареи в фонарик, или ждать окончания медленной перезарядки. Количество темного оставшегося «щита» представлено короной света, которая появляется при наведении на врага. Вместо традиционных полосок здоровья этот щит представлен кругом, диаметр которого уменьшается по мере ослабления. Более сильные Одержимые могут восстанавливать щит со временем. Когда Одержимый окончательно уничтожен, он исчезает.
Игроку часто предлагается воспользоваться преимуществами источников и размещения окружающего света, а также использовать другое оружие и предметы на его основе, вроде ракетниц, ручных сигнальных ракет и светошумовых гранат. Уэйк может использовать прожекторы, чтобы уничтожать огромные волны Одержимых. Уличные фонари являются недоступным для Одержимых убежищем, куда «Одержимые» не могут войти, быстрее восстанавливают здоровье персонажа. В противном случае здоровье медленно восстанавливается со временем, если игрок не получает никакого урона. В некоторых разделах игры можно использовать машину для перемещения между локациями в Брайт-Фоллс. Находясь в машине, игрок может с помощью фар автомобиля изгнать тьму из Одержимых, а затем сбить их, чтобы уничтожить.
Важным элементом игрового процесса является необязательный поиск и сбор рукописных страниц из последнего романа Алана Уэйка «Уход» (англ. Departure). Хотя Уэйк не помнит, как писал эту книгу, её сюжетная линия становится реальностью. Эти страницы рукописи разбросаны по игровому миру не в хронологическом порядке; они часто описывают сцены, которые ещё не произошли, и служат предупреждением и инструкциями для прохождения предстоящих испытаний. Например, Алан может найти в лесу страницу, где описано, как на него в этом же лесу внезапно нападает вооружённый бензопилой маньяк; хотя нападение ещё не произошло, прочитанное заставляет игрока быть настороже и остерегаться каждой тени. Другие дополнительные предметы коллекционирования включают в себя разбросанные по всему игровому миру 100 термосов с кофе, а также показывающие различные эпизоды вымышленного сериала «Ночные Ключи» и размышления самого Уэйка телевизоры, транслирующие местную радиостанцию KBF-FM приёмники и вывески. Радиопрограммы и указатели дают более глубокое понимание истории и культуры города. Загружаемый контент игры представляет и другие предметы коллекционирования, вроде будильников.

### Формат эпизодов
Структура сюжета представляет повествование в виде мистического телесериала, где каждая серия посвящена отдельной загадке и собственной тематике в рамках общего сюжета, а сам эпизод заканчивается клиффхэнгером. Игра включает повествование от первого лица и использует художественные приёмы, позаимствованные у телевидения. К примеру, вступления «Ранее в Алане Уэйке…» с пересказом событий прошлого эпизода помогают в краткой форме напомнить игроку о событиях прошлой серии. В конце каждой серии звучат разные песни, имитируя стилистику некоторых шоу, в которых новая песня появляется во время финальных титров.
Сама игра разделена на шесть эпизодов. В виде «дополнительных материалов» были выпущены ещё два эпизода — «Сигнал» и «Писатель» в качестве бонусного контента для скачивания. Все вместе эпизоды составляют «первый сезон». Игра написана так, чтобы у неё был закрытый финал, в котором герой добивается или не добивается свой цели, в то время как дополнительные эпизоды помогают расширить вселенную игры, продолжив её историю, а также служащие «мостиком» между сезонами. Хотя авторы высказали интерес в создании «второго сезона», то есть сиквела игры, второй сезон был анонсирован лишь в 2021 году.
Разработчики из «Remedy Entertainment» выбрали такой формат, чтобы подчеркнуть стиль и пошаговость, линейность игры. Авторы признают, что им очень понравилось ощущение, возникшее при просмотре популярного телесериала «Остаться в живых» — «отличного телевизионного триллера», который «отлично справился с процессом погружения зрителя в действие».

## Сюжет
Сюжетно игра разделена на эпизоды, стилизованные под серии телевизионного сериала. Каждый эпизод имеет свою завязку, кульминацию и окончание, оставляющее задел для развития сюжета в следующем эпизоде.

### Эпизод 1
Успешный когда-то американский писатель Алан Уэйк, автор серии книг о детективе Алексе Кейси, два года не может выбраться из творческого кризиса. В попытке преодолеть его Алан с женой Элис отправляются на отдых в городок Брайт-Фолс, расположенный в глуши штата Вашингтон. Они снимают дом на островке посреди озера Колдрон, однако ночью нечто нападает на Элис и утаскивает её под воду. Алан бросается за ней в озеро, теряет сознание и приходит в себя за рулём разбившейся машины на лесной дороге ночью. Добираясь до ближайшего поселения, он сталкивается с обитающими в лесу «одержимыми» — окутанными тьмой бывшими людьми, для убийства которых нужно сперва снять с них оболочку тьмы ярким светом фонарика. Алану удаётся связаться с местным шерифом Сарой Брейкер, которая рассказывает, что никакого островка на озере Колдрон нет уже полвека — он ушёл под воду из-за извержения подводного вулкана в 1970 году; также Алан узнаёт, что с момента их с Элис прибытия в город прошла уже неделя, событий которой он не помнит. В городок приезжает литературный агент Алана, Барри, обеспокоенный недельной пропажей Алана.

### Эпизод 2
В полицейском участке Алан не рассказывает о происходившем, решив, что его сочтут сумасшедшим. Ему звонит некто, представившийся похитителем Элис и требует явиться ночью на Пик Влюблённых, чтобы обговорить условия выкупа. Пройдя по лесу, полному одержимых, Алан встречается с похитителем, требующим, чтобы Уэйк отдал ему рукопись своего нового романа, который он якобы написал за прошедшую неделю. После того, как Алан в прошлом эпизоде пришёл в себя на месте автокатастрофы, он периодически находит в мире листы неизвестного романа, в котором описываются события, происходящие с Аланом, или которые лишь произойдут. Рукописи у Алана нет, он просит отсрочку в двое суток, чтобы дописать роман, и возвращается к Барри, помогая тому отбиться от стаи одержимых птиц. Местная официантка Роуз звонит Барри и говорит, что рукопись у неё.

### Эпизод 3
Алан с Барри приезжают к Роуз, но та вместо рукописи поит их чаем со снотворным. Алан просыпается ночью, выходит из дома Роуз и встречается с агентом ФБР Найтингейлом, подозревающим его в неизвестном преступлении. Алан бежит от полиции через лес, обитающая в нём Тёмная сущность убивает полицейских и уничтожает полицейские машины и вертолёты. Оторвавшись от полиции и всё ещё не имея рукописи, Алан идёт на назначенную встречу с похитителем Элис, на которую тот не приходит. Позже он звонит и меняет место встречи на Миррор-пик. Добравшись туда, Алан застаёт похитителя с разрушенной психикой — он лгал о похищении, Элис не у него, кто-то просто дал ему задачу получить от Алана роман. Тёмный вихрь набрасывается на похитителя и убивает его, Алан падает со смотровой площадки в озеро.

### Эпизод 4
Алан приходит в себя в клинике доктора Хартмана для душевнобольных людей искусства. Элис хотела, чтобы Хартман помог Алану справиться с творческим кризисом, поэтому и пригласила его в Брайт-Фолс. Хартман рассказывает Алану, что Элис утонула в озере, а все последующие события — проявление душевной болезни Алана, который не смог смириться с гибелью жены и вообразил себе фантастический мир, в котором он пишет рукопись, события которой воплощаются в реальности, и борется с тьмой с помощью света. Алан не верит Хартману, а два других пациента клиники, братья Тор и Один Андерсоны, в отсутствие Хартмана сообщают Алану, что Хартман лжёт, пичкает пациентов препаратами, но на старой ферме Андерсонов хранится нечто, что прольёт свет на происходящее. Начинается буря, Тёмная сущность нападает на клинику, Алан освобождается и находит листы своего романа в кабинете Хартмана, последним же овладевает Тёмная сущность. Алан сбегает из клиники и вместе с Барри направляется на ферму Андерсонов. Братья когда-то были рок-музыкантами и построили на ферме рок-сцену, которую Алан с Барри используют, чтобы отбиться от нападения одержимых. Наконец они находят то, о чём говорили Андерсоны — старую песню братьев «Поэт и муза», где говорится, что чтобы вернуть свою любимую, герою нужно обратиться к «Леди света». Речь о местной городской сумасшедшей Синтии Уивер по прозвищу «Фонарная леди» — старухе, которая везде ходит с лампой, проверяет лампочки и бормочет что-то об опасности тьмы.
Алан с Барри напиваются и засыпают в доме Андерсонов, а Алан во сне вспоминает события пропущенной недели. Разбитый предполагаемой гибелью жены, он той ночью вернулся в дом и встретил Тёмную сущность в обличье старухи. Та сказала, что озеро Колдрон обладает магической силой — талантливый творец, написавший там художественное произведение, воплотит его в реальность. Старуха предложила Алану написать роман о том, как Элис спаслась из озера, Алан занялся этим под редакторским контролем старухи, но вскоре понял, что в получающемся романе Тёмная сущность набирает силу и что роман неизбежно закончится тем, что она вырвется из озера и убьёт и Алана, и всех жителей города. Пока Алан писал роман, он узнал, что десятилетия назад на этом же острове жил другой писатель — Томас Зейн со своей женой Барбарой Джаггер. Ту тоже похитила Тёмная сущность, Зейн тоже пытался вернуть её творчеством, но в обличье Барбары к Зейну вернулась Тёмная сущность. Поняв это, он убил её и дописал своему произведению концовку, в которой остров и сам Зейн погибают при извержении подводного вулкана, рухнув на дно озера Колдрон. За прошедшие десятилетия Тёмная сущность вновь набрала силу и попыталась вырваться из озера, используя талант другого писателя — Алана. Усыпив бдительность Тёмной сущности, Алан вписывает в свой роман Томаса Зейна, который освобождает Алана из обители Тьмы, позволив ему вернуться на берег озера. Алан едет в Брайт-Фолс, но попадает в аварию, описанную в первом эпизоде.

### Эпизод 5
Алан и Барри просыпаются в местной тюрьме — Найтингейл таки нашёл их. Он обвиняет Алана в происходящих убийствах, изучив его рукопись, в которой описано в том числе убийство Найтингейла — тут же Тёмная сущность убивает его так, как описано в романе. Шериф Сара, увидев это, верит Алану и говорит, что Фонарная Леди живёт на местной заброшенной ГЭС и что добраться до неё можно на полицейском вертолёте. Герои пробиваются к вертолёту через Брайт-Фолс, находящийся во власти Тёмной сущности; ближе к цели Алан падает с вертолёта, когда тот атакуют одержимые птицы, и добирается до ГЭС на своих двоих. Синтия говорит ему, что Томас Зейн завещал ей хранить некий артефакт на случай, если Тёмная сущность вернётся, и что она десятилетиями хранила его в ярко освещённой комнате на дамбе ГЭС. Артефактом оказывается «Щелкунчик» — старый выключатель от настольной лампы, предмет из детства Алана, который в фантазиях Алана-ребёнка разгонял тьму и отпугивал чудовищ, скрывающихся во тьме. Алан понимает, что, вооружённый Щелкунчиком, он должен войти в озеро Колдрон и сразиться с Тёмной сущностью, после чего дописать оставленный в Тёмной обители роман, чтобы спасти Элис.

### Эпизод 6
Алан движется к озеру Колдрон, пока Тёмная сущность пытается убить его всеми возможными способами. Он прыгает в озеро с обрыва и оказывается в Тёмной обители, где убивает Тёмную сущность в образе старухи (Барбары Джаггер), включив перед ней Щелкунчик. Но сев за пишущую машинку, чтобы дописать роман, он понимает, что не может так просто спасти и себя, и Элис — талантливое художественное произведение должно подчиняться своей внутренней логике, в триллере не может быть идеального хэппи-энда. Он понимает, что может спасти Элис, но взамен должен отдать Тёмной обители себя, что и делает. Алан дописывает роман и меняет историю — неделю назад Элис выныривает из озера и обнаруживает, что островок на озере Колдрон исчез и нет никаких следов Алана. Тёмная сущность не прорывается в город.

### Дополнительный эпизод 1
Эпизод, продолжающий основную сюжетную линию, начинается с того, что Алан попадает в сюрреалистическую версию города Брайт-Фоллс, и понимает, что он по-прежнему находится под озером Колдрон в Тёмной Обители. На помощь ему приходит Зэйн, который руководит писателем при помощи мобильного телефона, чтобы тот смог вывести себя из Тёмной Обители и добраться до того места, где написанное может стать реальностью. Во время путешествия ему попадаются несколько телевизионных экранов, которые показывают ему безумную версию себя, что говорит о последующих событиях, предостерегая Алана. Кроме того, писатель сталкивается с альтернативной версией Барри, плодом его подсознания, который также помогает Алану пройти его путь.
Сигнал Зэйна приводит Алана на лесопилку, но когда он исследует её, он попадает обратно в свою городскую квартиру. Появляется Зэйн и говорит о том, что Алан и есть та вещь, которая держит его в Тёмной Обители. Алан отказывается верить в это, но позже опять встречается с безумной версией себя, которая пытается убить его. Алан побеждает безумного себя и просыпается в доме на озере, где понимает, что он по-прежнему находится в ловушке.

### Дополнительный эпизод 2
По-прежнему находясь в ловушке Тёмной Обители, Алан приходит в себя, чтобы найти свои старые воспоминания о Брайт-Фоллс после ухода из домика на озере Колдрон и фермы Андерсонов. Зэйн говорит ему о том, что Алан должен проложить себе путь обратно в дом на озере Колдрон через маяк. Окружающая среда начинает становиться крайне сюрреалистичной, но Алан продолжает следовать указаниям Зэйна, обходя препятствия. Зэйн предупреждает Алана о том, что настоящий он по-прежнему находится в доме, контролируемый Тёмной Сущностью, при том, что нынешний Алан также является частью его воображения, и он должен разбудить себя. В это время безумная версия писателя пытается остановить Алана на пути к дому, создавая иллюзии Элис, гася свет маяка и отправляя одержимых.
В конечном счёте Алан все же достигает своей цели. Он проходит через маяк и вновь оказывается рядом с домом. Когда он достигает дома, иллюзия Барри говорит ему о том, что Алану суждено отказаться от всех своих иллюзий, прежде чем он сможет разбудить свою безумную версию. Алан начинает сражаться с иллюзиями доктора Хартмана, братьев Андерсонов и самого Барри. Победив их, Алан смог вернуться в дом. Он застал себя в параноидальном состоянии на полу. Он прикоснулся к своей безумной версии и пробудил себя. Алан, понимая, что он не может больше впасть в состояние бреда и выйти из Тёмной Обители тем путём, которым вошёл туда Зэйн, подходит к пишущей машинке для того, чтобы написать новую книгу — «Возвращение».

## Разработка игры
К 2003 году финская студия Remedy Entertainment создала получившую признание критиков игру Max Payne (2001) и её продолжение Max Payne 2: The Fall of Max Payne (2003). После выпуска Max Payne 2, Remedy Entertainment провел некоторое время, «восстанавливаясь после кранча». В это время началось придумывание различных концепций для нового проекта, среди них был и Alan Wake. Вначале идея была основана на попытке под влиянием произведений Стивена Кинга и Дэвида Линча, в частности «Твин Пикс», рассказать в формате телевизионных эпизодов более глубокую повествовательную историю в формате экшн-триллера, чем у Макса Пейна. Основные элементы повествования были установлены на раннем этапе: Алан Уэйк, как успешный писатель, оказывается в маленьком городке Брайт-Фолс, где из-за сверхъестественных событий его произведения ожили, чтобы напасть на него.
Чтобы ещё больше отдалить следующую игру от линейного стиля Max Payne, Remedy планировала сделать Брайт-Фоллс как свободный город с открытым миром в стиле песочницы, похожий на те, что можно увидеть в серии игр Grand Theft Auto. Они разработали полуавтоматическую систему, помогающую создавать этот открытый мир с использованием биомов и других функций, основанных на их исследованиях на северо-западе Тихого океана, где был размещён Брайт-Фолс. Этот инструмент позволял им прокладывать дорогу по игровому миру, на которой он следил за тем, чтобы рядом с дорогой не появлялась растительность, хотя добавлял ростки травы по краям и для упрощения сотворения мира — подходные канавы и другие элементы по бокам дорог. Remedy также хотела кинематографического действия, поэтому свет и тьма должны были играть важную роль в игре, в которой сначала был встроен динамичный цикл дня и ночи. Игра была бы больше похожа на игру на выживание — в светлое время суток игрок собирал-бы ресурсы, вроде бензина для запуска переносных генераторов и освещения, а также для защиты игрового персонажа ночью. По словам креативного директора Remedy Сэма Лейка, такой подход создал множество трудностей при разработке сюжета и повествования для триллера, чтобы объяснить, как элементы игрового процесса связаны со сверхъестественными событиями. Например, одна идея была основана на сверхъестественных событиях, связанных с больше не спящим вулканом под озером Колдрон, что привело бы к эвакуации Брайт-Фоллс и оставило бы Алана наедине со сверхъестественными силами.
Игра, по-прежнему разработанная на основе этого подхода с открытым миром, была анонсирована на E3 2005 в июне для «следующего поколения консолей и ПК» и была показана прессе за закрытыми дверями в виде технической демонстрации, которая использовалась разработчиками и с целью заинтересовать издателей. К 2006 году Remedy объявила о сотрудничестве с Microsoft Game Studios, чтобы издать игру исключительно для игровой консоли Microsoft Xbox 360 и актуальной на тот момент операционной системы Windows Vista для ПК.
Remedy все ещё продолжала бороться с объединением игрового процесса и сюжета с выживанием в открытом мире, что теперь ещё больше усложнилось из-за участия Microsoft и появившихся с её стороны предложений по улучшению, которые Лейк сравнил с ситуацией «слишком много поваров». Теперь они пропускали различные вехи издательского процесса, поскольку пробовали различные изменения в формате открытого мира без четкого решения. Примерно через три года разработки команда осознала, что им нужно остановиться и переориентироваться в том аспекте, какими должны быть основные элементы игрового процесса. Согласно Лейку, Remedy взяла руководителей из каждого отдела для формирования группы «сауны», заставив их работать вместе в одной комнате с целью зафиксировать планируемый игровой процесс будущей игры, не теряя большую часть уже проделанной работы «со всеми жара и давления на нас». Это заняло около двух месяцев, но благодаря этому появился пересмотренный цикл игрового процесса, который они смогли повторно применить к существующему сеттингу открытого мира, разбив его на линейные уровни размером с главу для финальной игры и добавив некоторые дополнительные разработки по мере необходимости. Это позволило использовать некоторые уровни для дневного времени, которое будет использоваться для продвижения истории, позволяя игроку разговаривать с неигровыми персонажами и исследовать местность, в то время как другие предназначались для ночных уровней, которые были преимущественно связаны с экшеном; в ряде уровней сочеталось дневное и ночное время. Тем самым лучше поддерживалось повествование триллера. Другими появившимися в этот период ключевыми идеями игрового процесса были Одержимые, способы борьбы с ними и способы их появления, а также
позволяющие подготовиться к их прибытию внутриигровые внешние и звуковые сигналы, а также использование освещенных убежищ между боями. Лейк заявил, что, поскольку они сохранили столько же предыдущих элементов открытого мира, которые они уже создали в этой переработке, это помогло придать игровому миру «ощущение реальности». Руководитель отдела развития франшизы в Remedy во время разработки Alan Wake Оскари Хаккинен считал, что сохранение карты открытого мира с элементами запланированными и отрисованными на расстоянии элементами дало им возможность указывать ориентиры для направления игрока, что дало способность создавать предзнаменования в повествование и в целом помогло с общей целостностью игрового мира.
На первых скриншотах персонаж Алана Уэйка был изображен в совершенно другой одежде и иной обстановке Брайт-Фолс по сравнению с выпущенной игрой.
По словам Лейка, персонаж Алана Уэйка должен был стать противоположностью Макса Пейна. В то время как Макс был полицейским и, таким образом, подходил для игры в жанре экшн, разработчики хотели, чтобы Алан был нетипичным героем боевика, который был вовлечен в события и вынужден действовать. Так он и стал писателем, на образ которого частично повлиял Стивен Кинг. Ближе к концу разработки игры история Алана стала метафорой для работы Remedy над самой игрой: предыдущая книга Алана как писателя была основана на вымышленном полицейском детективе (отсылка к Максу Пейну), но теперь он пытался написать что-то другое (символизируя проблемы финнов с поиском видения для Alan Wake).
Враги в игре были созданы путем рисования концепт-артов, которые затем поливали водой, чтобы они выглядели «немного не в себе». Для персонажа самого Алана Уэйка Remedy использовала «концептуальные фотографии», а не более традиционные концептуальные изображения. Все персонажи игры основаны на образах реальных людей. Модели Алана и Алисы Уэйк Илкка Вилли и Ёна Ярвэнпаа были единственными финскими моделями, остальные роли исполнили американцы. Для соответствующих языковых версий игру озвучивали местные актёры из Японии, Америки и России.
После четырёх лет неоднократной демонстрации версии Microsoft Windows в 2009 году Remedy подтвердила, что на тот момент игра разрабатывалась исключительно для Xbox 360, и решение о выпуске версии для ПК будет в руках Microsoft. В августе 2009 года игра была «готова» и проходила окончательную доработку. 7 апреля студия объявила о том, что игра «ушла на золото» — иначе говоря, разработка была завершена.

### Влияние и отсылки
Игра создавалась под впечатлениями от ряда книг, фильмов и телесериалов и неоднократно цитирует различные произведения в жанрах психологических триллеров, мистики и ужасов.
Кошмары не подчиняются логике, не стоит пытаться их объяснить, это уничтожает поэзию страха.
Одним из важнейших источников вдохновения для разработчиков были книги Стивена Кинга. Тема писателя, противостоящего пугающим порождениям своего воображения, является сквозной как для романов Кинга, так и для игры. Петри Ярвилехто в интервью сайту Eurogamer называл Алана Уэйка «персонажем, сошедшим со страниц Стивена Кинга», и отмечал сходство сюжета игры с сюжетом романа «Мешок с костями» (1998). Открывающий игру монолог Алана Уэйка начинается с прямого упоминания Стивена Кинга — герой цитирует статью Кинга «Почему Голливуд не умеет делать ужасы», написанную для журнала Entertainment Weekly в 2008 году. По словам автора сценария игры Сэма Лейка, Remedy обращалась прямо к Кингу за правом использовать его имя и цитату в игре — Лейк «очень, очень, отчаянно хотел» это сделать. Писатель пошёл студии навстречу и продал соответствующие права за символическую сумму в 1 доллар.
Среди других книжных источников вдохновения Сэм Лейк называл «Книгу иллюзий» Пола Остера, «Лунный парк» Брета Истона Эллиса и «Дом Листьев» Марка Данилевски. Город Брайт Фоллс был создан под впечатлением от вымышленного города Твин Пикс из одноимённого сериала Дэвида Линча: оба представляют собой маленькие городки среди лесов и гор штата Вашингтон, за мирной и уютной жизнью которых скрываются зловещие тайны. Игра содержит несколько цитат из сериала: закусочная Oh Deer Diner намеренно сделана схожей с закусочной Double R Diner из «Твин Пикс»; «фонарная леди» Синтия Уивер, постоянно таскающая с собой керосиновую лампу, копирует «леди с поленом» из сериала.
Одним из более современных источников вдохновения для «Alan Wake» называется телесериал «Остаться в живых»; в частности, Тёмная Сущность и внешне, и по своим способностям напоминает дымового монстра из «Остаться в живых». Сериал «Ночные ключи» (англ. Night Springs), который можно увидеть по телевизорам в течение всей игры, по стилистике и подаче материала очень напоминают телесериал «Сумеречная зона».

### Внутренняя реклама
Несколько известных брендов появились в игре. Авторы заявляют, что пытались «быть очень консервативными в своем выборе, чтобы угодить внимательным игрокам», кроме того, это «помогло бы сделать выдуманный мир игры более реальным — поэтому реклама была ненавязчивой».
Примеры такого маркетинга включают коллекционные батареи Energizer и литиевые батарейки, которые можно вставить в портативные фонари игрока. Мобильный оператор Verizon Wireless — ещё один известный бренд в Alan Wake: помимо мобильных телефонов есть 30-секундный рекламный ролик Verizon, который можно просмотреть на одном из интерактивных телевизоров игры, а также намек на известную рекламу компании, строка «Теперь ты меня слышишь?» во время телефонного разговора в DLC «Сигнал». Кроме того, рекламные щиты вокруг Брайт-Фоллс рекламируют Energizer и Verizon. В игре также представлены автомобили Ford и Lincoln.
В игре также появляются несколько брендов, связанных с Microsoft. Автомобиль Алана и Элис Уэйк показывает, что в нём установлена автомобильная развлекательная система Ford Sync. Консоль Xbox 360 можно увидеть в одном из разделов игры, а рядом с ней находится коробка с вымышленной видеоигрой Night Springs, которая является предметом коллекционирования в эпизоде DLC «Писатель». В нескольких разделах игры можно увидеть штрих-коды Microsoft Tag; пользователь мог отсканировать их в реальной жизни с помощью соответствующего программного обеспечения на своем мобильном устройстве. При сканировании эти теги перенаправляют игроков на номер телефона с голосовой почтой от одного из персонажей игры или на спонсируемый Verizon веб-сайт, где пользователи получают доступ к эксклюзивным дополнениям Alan Wake для своей консоли. Данная функция была доступна лишь в США.
Продакт-плейсмент был удалён в обновленной версии.

## Музыка

### Саундтрек
Музыку к игре написал Петри Аланко. В саундтрек игры вошёл трек «War» с четвёртого альбома под названием «Twilight Theater» финской группы Poets of the Fall. Сэм Лейк говорит, что «эта песня неотъемлемая часть игры — её текст перекликается с сюжетом», однако она не была написана специально для игры. Группа прославилась после того, как написала основанную на стихотворении Лейка песню «Late Goodbye», и вошедшую в саундтрек прошлой игры Remedy — «Max Payne 2: The Fall of Max Payne». Также Poets of the Fall сочинили и исполнили песни «The Poet & The Muse» и «Children Of The Elder God» выдуманной группы The Old Gods of Asgard.
Саундтрек к игре, содержащий 18 композиций, был выпущен 20 июля 2010 года.
| №   | Название                     | Длительность |
| --- | ---------------------------- | ------------ |
| 1.  | «Alan Wake»                  | 5:34         |
| 2.  | «A Writers Dream»            | 1:55         |
| 3.  | «Welcome to Bright Falls»    | 4:25         |
| 4.  | «Vacation»                   | 2:48         |
| 5.  | «Cross That River»           | 5:38         |
| 6.  | «Waking Up to a Nightmare»   | 2:17         |
| 7.  | «The Clicker»                | 1:51         |
| 8.  | «Deerfest»                   | 3:02         |
| 9.  | «Taken by the Night»         | 10:47        |
| 10. | «On the Run»                 | 6:08         |
| 11. | «Mirror Peak»                | 5:12         |
| 12. | «Tom the Diver»              | 2:50         |
| 13. | «The Night It All Began»     | 2:01         |
| 14. | «Bright Falls Light & Power» | 3:16         |
| 15. | «Hunters»                    | 5:00         |
| 16. | «The Well-Lit Room»          | 1:42         |
| 17. | «Water Pressure»             | 5:33         |
| 18. | «Departure»                  | 3:02         |

| №   | Название                      | Длительность |
| --- | ----------------------------- | ------------ |
| 1.  | «A Writer’s Dream»            | 1:53         |
| 2.  | «Young Men Dead»              | 5:34         |
| 3.  | «Welcome to Bright Falls»     | 4;25         |
| 4.  | «The Clicker»                 | 1:51         |
| 5.  | «How Can I Be Sure»           | 4:33         |
| 6.  | «Tom The Diver (Piano+Cello)» | 3:13         |
| 7.  | «The Beaten Side of Town»     | 4:48         |
| 8.  | «The Poet and The Muse»       | 4:17         |
| 9.  | «Electrica Cadente»           | 3:00         |
| 10. | «Tom The Diver (Orchestra)»   | 2:49         |

| №   | Название                                            | Длительность |
| --- | --------------------------------------------------- | ------------ |
| 1.  | «A Writer's Dream»                                  | 1:57         |
| 2.  | «Welcome to Bright Falls»                           | 4:29         |
| 3.  | «The Clicker»                                       | 1:54         |
| 4.  | «Taken by the Night»                                | 7:45         |
| 5.  | «Mirror Peak»                                       | 4:33         |
| 6.  | «Tom the Diver»                                     | 2:52         |
| 7.  | «Hunters»                                           | 4:45         |
| 8.  | «The Well-Lit Room»                                 | 1:54         |
| 9.  | «Departure»                                         | 2:31         |
| 10. | «Children of the Elder God (Old Gods of Asgard)»    | 3:43         |
| 11. | «The Poet and the Muse (Old Gods of Asgard)»        | 4:21         |
| 12. | «War (Poets of the Fall)»                           | 5:08         |
| 13. | «Tom the Diver (Collector’s Edition Exclusive Mix)» | 3:13         |

### Песни из титров эпизодов
| Эпизод           | Исполнитель                 | Песня                                       | Год издания | Продолжительность |
| ---------------- | --------------------------- | ------------------------------------------- | ----------- | ----------------- |
| Первый эпизод    | Рой Орбисон                 | «In Dreams»                                 | 1963        | 2:48              |
| Второй эпизод    | Poe                         | «Haunted»                                   | 2000        | 5:20              |
| Третий эпизод    | Nick Cave and the Bad Seeds | «Up Jumped The Devil»                       | 1988        | 5:16              |
| Четвёртый эпизод | Poets of the Fall           | «The Poet and the Muse»                     | 2010        | 4:18              |
| Пятый эпизод     | Poets of the Fall           | «War»                                       | 2010        | 5:05              |
| Шестой эпизод    | Дэвид Боуи                  | «Space Oddity», («Alabama Song» EP version) | 1980        | 5:15              |
| Special One      | Анна Тернхейм               | «No, I Don’t Remember»                      | 2009        | 3:56              |
| Special Two      | Depeche Mode                | «The Darkest Star»                          | 2005        | 6:42              |

В 2024 году Remedy Entertainment сообщила об удалении песни «Space Oddity» Дэвида Боуи из оригинальной Alan Wake для Windows в цифровых магазинах Steam, GOG и Epic Games Store из-за проблем с лицензированием музыки. Вырезанную композицию заменит «Strange Moons» за авторством Петри Аланко. Изменение не касается обновлённой версии игры, вышедшей в 2021 году.

### Альтернативный саундтрек
На стадии производства создатели рассматривали также следующие песни в качестве саундтрека к игре: «Lovely Head» группы Goldfrapp, «Dear Darkness» Пи Джей Харви и «Lilac Wine» Джеффа Бакли для второго эпизода; и «Sea Of Love» и «Don’t Go Into That Barn» Тома Уэйтса, «Sit & Wonder» группы The Verve и «Wake Up» Arcade Fire для третьего.

## Выход
12 февраля 2010 года компания Microsoft объявила, что игра не будет выпускаться на персональных компьютерах, мотивируя тем, что игра на Xbox 360 позволит игроку глубже погрузиться в игру, а также нехваткой персонала для разработки игры на нескольких платформах.
Игра вышла в коллекционном издании, которое включило в себя непосредственно игру, 144-страничную книгу, диск с игровым саундтреком, а также эксклюзивный контент, включающий в себя ключ на загрузку первого дополнения бесплатно (в версиях, продаваемых на территории России, этот код отсутствует), тему для NXE и одежду Алана Уэйка для аватара. Выход коллекционного издания был назначен на 16 мая 2010 года.
Предполагаемой датой выпуска для Европы было 21 мая, однако 7 апреля дату выпуска изменили на 14 мая для Европы.
14 декабря 2011 года компания Remedy сделала официальное заявление, согласно которому PC-издание «Alan Wake», содержащее ранее выпущенные DLC The Signal и The Writer, предполагалось к выпуску в первом квартале 2012 года. Игра вышла 16 февраля 2012 года в сервисе Steam и 2 марта 2012 года на физическом носителе.
В связи с истечением лицензии на музыку 15 мая 2017 года была прекращена продажа игры в розницу и в цифровых магазинах, однако в октябре 2018 года вопрос был улажен благодаря Microsoft и продажи возобновились.
Летом 2018 года, благодаря уязвимости в защите Steam Web API, стало известно, что точное количество пользователей сервиса Steam, которые играли в игру хотя бы один раз, составляет 1 804 210 человек.
В 2019 году Remedy вернула себе издательские права и допустила возможность выпуска Alan Wake на других платформах.
7 сентября 2021 года была анонсирована улучшенная версия игры для PlayStation 4, PlayStation 5, Xbox One, Xbox Series X/S и PC. В неё войдут Alan Wake со всеми дополнениями, а также аудиокомментарии разработчиков, в том числе Сэма Лейка. Обновлены графика и катсцены, добавлены новая модель главного героя и поддержка разрешения 4K. Ремастер не поддерживает HDR и трассировку лучей. Кроме того, удалён предыдущий продакт-плейсмент, поскольку договоры с реально существующими брендами (Verizon, Energizer, Ford, Lincoln) заново не заключались. Вместо них появятся вымышленные. Remedy и британская студия d3t работали год, обновляя графику и переписывая код для освещения, тумана и растительности. Главным было обновить API для рендеринга, потому что в оригинале использовался DirectX 9. Движок остался тем же. Саундтрек будет включать все лицензионные песни, как и раньше. Создатели не изменили сюжет, но рекомендовали обратить внимание на отсылки к другим играм компании. При выпуске на консолях Xbox были обнаружены проблемы с производительностью и графикой (менее объёмный туман, плоское освещение, плохие модели персонажей, включая главного героя, худшая растительность). Сэм Лейк положительно оценил работу над ремастером, назвав это «свежим взглядом». Однако на май 2022 года затраты на разработку и маркетинг ещё не окупились, и Remedy не получила лицензионные отчисления. Финансовые показатели ремейка улучшились к сентябрю 2023 года.
20 октября 2022 года ремастер вышел на Nintendo Switch.

## Восприятие
| Сводный рейтинг       | Сводный рейтинг             |
| Агрегатор             | Оценка                      |
| --------------------- | --------------------------- |
| GameRankings          | 83,97 % (X360) 81,00 % (PC) |
| Metacritic            | 83/100 (X360) 83/100 (PC)   |
| MobyRank              | 85 %                        |
| «Критиканство»        | 86/100                      |
| Иноязычные издания    |                             |
| Издание               | Оценка                      |
| 1UP.com               | B+                          |
| 4Players              | 8/10                        |
| CVG                   | 9,0/10                      |
| Destructoid           | 9/10                        |
| Edge                  | 7/10                        |
| Eurogamer             | 7/10                        |
| Game Informer         | 8,5/10                      |
| GameSpot              | 8,5/10                      |
| GameSpy               | [ 85 ]                      |
| GamesRadar+           | [ 86 ]                      |
| GameStar              | 82/100                      |
| GameTrailers          | 8,6/10                      |
| Giant Bomb            | [ 89 ]                      |
| Hardcore Gamer        | 4,25/5                      |
| IGN                   | 9/10                        |
| Jeuxvideo.com         | 17/20                       |
| OXM                   | 9/10                        |
| PC Gamer (US)         | 86/100                      |
| The Daily Telegraph   | 9/10                        |
| VideoGamer            | 9/10                        |
| Русскоязычные издания |                             |
| Издание               | Оценка                      |
| 3DNews                | 8/10                        |
| Absolute Games        | 70 %                        |
| GameMAG.ru            | 8/10                        |
| PlayGround.ru         | 8,1/10                      |
| «Игры Mail.ru»        | 8,5/10                      |

| Сводный рейтинг | Сводный рейтинг |
| Агрегатор       | Оценка          |
| --------------- | --------------- |
| GameRankings    | 75,50 %         |

| Сводный рейтинг | Сводный рейтинг |
| Агрегатор       | Оценка          |
| --------------- | --------------- |
| GameRankings    | 81,06 %         |

Журнал «Игромания» назвал Alan Wake «главной игрой-произведением для Xbox 360 в 2010 году».
«Страна игр» поставила игре 8 из 10 баллов. К достоинствам были отнесены боевая система и графика, к недостаткам — однообразные схватки с врагами и отсутствие продолжения. Вердикт: «Не очень понятно, что разработчики делали столько лет. В итоге получилась у них не лучшая игра жанра, а лишь одна из претенденток на медали. Местами очень классная, а местами унылая».

### Награды
| Год  | Награда                                                | Категория                                              | Результат | Прим.   |
| ---- | ------------------------------------------------------ | ------------------------------------------------------ | --------- | ------- |
| 2010 | British Academy Games Awards                           | Лучшая музыка                                          | Номинация | [ 106 ] |
| 2010 | British Academy Games Awards                           | Лучший сюжет                                           | Номинация | [ 106 ] |
| 2010 | British Academy Games Awards                           | Лучшее использование звука                             | Номинация | [ 106 ] |
| 2010 | Annual Game Music Awards (от Square Enix Music Online) | Лучший саундтрек — Европа                              | Победа    | [ 107 ] |
| 2010 | Video Game Awards 2010                                 | Лучшая игра для Xbox 360                               | Номинация |         |
| 2010 | GameSpot Best of 2010                                  | Лучшая игра по оригинальной франшизе                   | Номинация | [ 108 ] |
| 2010 | GameSpot Best of 2010                                  | Лучшая игра по оригинальной франшизе (Выбор читателей) | Победа    | [ 109 ] |
| 2010 | GameSpot Best of 2010                                  | Лучший сюжет                                           | Номинация | [ 110 ] |
| 2010 | GameSpot Best of 2010                                  | Лучшая графика (Художественная)                        | Номинация | [ 111 ] |
| 2010 | GameSpot Best of 2010                                  | Лучшая атмосфера                                       | Номинация | [ 112 ] |
| 2010 | GameSpot Best of 2010                                  | Лучший дизайн звука                                    | Номинация | [ 113 ] |
| 2010 | GameSpot Best of 2010                                  | Лучшая актёрская игра                                  | Номинация | [ 114 ] |
| 2010 | GameSpot Best of 2010                                  | Лучшая оригинальная игровая механика                   | Номинация | [ 115 ] |
| 2010 | GameSpot Best of 2010                                  | Лучшее повествование/диалоги                           | Номинация | [ 116 ] |
| 2010 | IGN Best of 2010 — Xbox 360                            | Лучший хоррор                                          | Победа    | [ 117 ] |
| 2010 | IGN Best of 2010 — Xbox 360                            | Лучший персонаж (Алан Уэйк)                            | Номинация | [ 118 ] |
| 2010 | IGN Best of 2010 — Xbox 360                            | Лучший сюжет                                           | Номинация | [ 119 ] |
| 2010 | IGN Best of 2010 — Xbox 360                            | Лучшая атмосфера                                       | Номинация | [ 120 ] |
| 2010 | IGN Best of 2010 — Xbox 360                            | Самый инновационный игровой процесс                    | Номинация | [ 121 ] |
| 2010 | Shacknews Best of 2010 Awards                          | Экшн-приключение                                       | Номинация | [ 122 ] |
| 2010 | Shacknews Best of 2010 Awards                          | Игра года                                              | Номинация | [ 123 ] |
| 2010 | Shacknews Best of 2010 Awards                          | «Новое лицо которое мы надеемся увидеть вновь»         | Финалист  | [ 124 ] |
| 2010 | Shacknews Best of 2010 Awards                          | Лучшая история                                         | Номинация | [ 125 ] |
| 2010 | Shacknews Best of 2010 Awards                          | Лучший эксклюзив Xbox 360                              | Номинация | [ 126 ] |

## Связанные продукты

### Книги

#### Новеллизация
Спустя несколько недель после релиза игры, 25 мая 2010 года, была выпущена книжная новеллизация, выполненная Риком Барроузом, для которого она стала литературным дебютом. Книга была издана на английском языке. Сюжет близко следует игре, но имеет несколько дополнительных сюжетных линий.

#### «The Alan Wake Files»
Ограниченное коллекционное издание игры включало в себя 144-страничную книгу под названием «The Alan Wake Files». Книга выходила только в этом издании, отдельно не продавалась и на данный момент доступна только на английском языке. Книга написана якобы Клеем Стюардом — он только кратко появляется в начале игры во сне Алана, где его убивает Хитчхайкер после того, как он прячет Алана в своём доме. Живущего в Мадисоне Клэя Стюарда уже несколько лет мучают странные ночные кошмары — ему снятся те же сны, что снятся Алану Уэйку, причём им обоим снится один и тот же сон и они видят друг друга в своих снах (подразумевается, что такие же сны снились и агенту Натингейлу). Заканчиваются сны всегда одинаково — Клэя и Алана убивают одержимые. Клэй становится одержимым Аланом и начинает искать о нём информацию в журналах и прочих источниках, что приводит к тому, что он отдаляется от жены Анны и сына Майло. В конечном итоге он приезжает в Брайт-Фоллс где-то спустя год после событий игры и пытается провести там собственное расследование, но натыкается на суровое молчание: жители города (в их числе и герои игры) стараются не говорить об Алане Уэйке. Помимо художественной части, книга представляет собой сборник различных документов, фотографий и газетных статей, среди которых есть стенограммы аудиозаписей, которые тайно сделал Натингейл, когда допрашивал местных жителей. Так же там приведён дебютный рассказ Алана «Мальчик на побегушках» и первые несколько глав из его романа о детективе Алексе Кейси «Вернуть отправителю».
В эпилоге книги Клэй упоминает, что идя один раз ночью через лес он видел там человека, который был очень похож на Алана. Человек улыбается Клэю, сворачивает с тропы и исчезает. Его улыбка намекает, что это не Алан, а Мистер Скретч. Так ничего и не добившись, Клэй возвращается в семью. Спустя ещё год он работает помощником в подвале университетской библиотеки. Как Клэй сам замечает, хотя университетские студенты смотрят на него свысока, они даже не представляют насколько он счастлив, когда после работы его встречают жена и сын. Клэй завершает повествование словами, что обладает самым бесценным сокровищем в мире — он «жив и идет на свет».
Книга о создании под названием «Alan Wake: Illuminated» также поступила в продажу вскоре после выхода игры. «Prima Games» издала официальный гид по прохождению.

### Веб-сериал
«Брайт-Фоллс» (англ. Bright Falls) — 6-серийный мини-сериал, рекламирующий игру. Первая серия вышла 27 апреля 2010 года и является приквелом к игре. HD-версия сериала доступна на YouTube.

### Телесериал
12 сентября 2018 года издание Variety сообщило, что по игре Alan Wake снимут телевизионный сериал, шоураннером и сценаристом которого станет Питер Кэллоуэй, а исполнительным продюсером проекта назначен Сэм Лейк. На какой площадке состоится выпуск, неизвестно, но некоторые высказали заинтересованность в грядущем сериале, а переговоры с потенциальными партнёрами могли начаться в октябре. 12 мая 2022 года по случаю годовщины выхода Alan Wake Remedy Entertainment выпустила ролик на YouTube-канале, в котором сценарист Сэм Лейк и исполнитель роли Уэйка Илкка Вилли рассказали, что телеканал AMC приобрел права на сериал по мотивам видеоигры Alan Wake. В июне 2022 года продюсер Питер Кэллоуэй, занимавшийся адаптацией, вышел из проекта.

## Игровой движок
См. также MaxFX
Игровой движок Alan Wake является дальнейшим развитием собственной технологии Remedy Entertainment, названной MaxFX (и применявшеейся в Max Payne и Max Payne 2); в ряде источников движок называют MaxFX 3.0, однако более распространено название Alan Wake engine, что позволяет считать его отдельным движком, основанным на предыдущих наработках. В сравнении с прошлым поколением движка, он претерпел ряд изменений, получив поддержку современных, на момент выхода, визуальных эффектов, шейдерной модели 3.0, переработанное освещение и прочее.

## Продолжения
22 февраля 2012 года для Xbox 360 вышла экшен-игра Alan Wake’s American Nightmare, распространяемая через сеть цифровой дистрибуции Xbox Live Arcade. «American Nightmare» является сюжетным ответвлением, а не непосредственным продолжением первой игры. Полноценный сиквел, Alan Wake 2, на июль 2013 года не был анонсирован, хотя в июне 2012 года Remedy Entertainment зарегистрировали домен AlanWake2.com.
21 мая 2013 года во время презентации консоли «следующего поколения» от компании Microsoft Xbox One, стало известно, что следующей игрой от Remedy Entertainment станет Quantum Break, а не Alan Wake 2, как предполагалось ранее. На следующий день после презентации, в своём официальном обращении, Сэм Лейк рассказал, что Alan Wake 2 так и не увидела свет из-за невысокого уровня продаж первой части на раннем этапе, а также из-за недостаточного финансирования, однако добавил: «Мы определённо желаем продолжить работу над „Alan Wake“… я определённо хочу создать нечто новое для Алана Уэйка, когда придёт время».
В 2018 году CEO Remedy Теро Виртала сообщил, что права на Alan Wake принадлежат Microsoft, которая не планирует создавать сиквел. «Если бы мы владели интеллектуальной собственностью, то полностью бы решали, как её создаем, как продвигаем, какие креативные решения принимаем», — отметил он. Ведущий разработчик Микаэль Касуринен после выставки Е3 2018 также дал понять, что «все мы хотим увидеть новую игру Alan Wake», но больше добавить нечего.
В 2019 году, несмотря на ожидания фанатов, последовали разъяснения, согласно которым в Remedy работали над Alan Wake 2, но она просто не удалась. И пока нет подходящей возможности. А на ближайшие пару лет у команды совершенно другие планы, включая выпуск Control и его продолжения, поддержку CrossFire и безымянный проект. Хотя они вернули права, создать Alan Wake 2 не позволяют время, деньги и ресурсы. Сэм Лейк в очередной раз выразил надежду на будущее, при условии, что всё пойдёт правильно, иначе игре такого масштаба не дадут появиться на свет. В 2023 году он подчеркнул, что идеи Alan Wake 2 применялись в Quantum Break и Control.
В интервью Game Informer от 14 мая 2020 года, в связи с 10-летним юбилеем, Лейк обещал дополнить Control историей Alan Wake, поскольку их вселенные связаны. После выхода дополнения, 7 августа была подтверждена разработка новой игры-кроссовера. В 2021 году директор по коммуникациям Remedy Томас Пуха отказался отвечать на вопрос насчёт выпуска Alan Wake 2. В отчёте компании от 12 ноября 2021 года речь шла о разработке CrossFire X, продолжения Control, Vanguard и неназванного совместного крупного проекта с Epic Games. Долгожданный выпуск Alan Wake 2 в жанре survival horror состоялся 27 октября 2023 года для PlayStation 5, Xbox Series и Windows. Сэм Лейк объяснил производственный ад существовавшим мнением издателей, что линейные одиночные игры мертвы и никому не интересны. Чтобы показать события с другой точки зрения, у сиквела будет второй протагонист — агент ФБР Сага Андерсон. Разработчики отчасти вдохновлялись франшизами Silent Hill и Resident Evil. Прохождение долгое и занимает более 20 часов. Отличие от предыдущей части заключается также в том, что Alan Wake 2 изначально вышел только на цифровых носителях, и лишь спустя год после выхода в продаже появились физические версии игры. В интервью 2023 года Лейк рассказал, что у разработчиков были идеи насчёт Alan Wake 3.